# Божевільний рік (фільм)
Божевільний рік (серб. Сулуде године) сербська кінокомедія, дев'ятий фільм серіалу Божевільні роки.
Режисер — Зоран Чалич, сценарист — Йован Маркович.

## Сюжет
Жика і Мілан потрапляють до лікарні, де панує хаос. Тимчасовим керівником стає ексцентричний доктор Неделькович (знайомий глядачам з попередніх фільмів серіалу). Ситуація остаточно стає божевільною. Втручання неадекватних поліцейських додає безладу. Жика і Мілан вирішують втекти. До них приєднуються божевільний диригент і селянин Райко.
Увесь фільм нагадує пародію на югославську версію Перебудови.